# كلب (مربط)

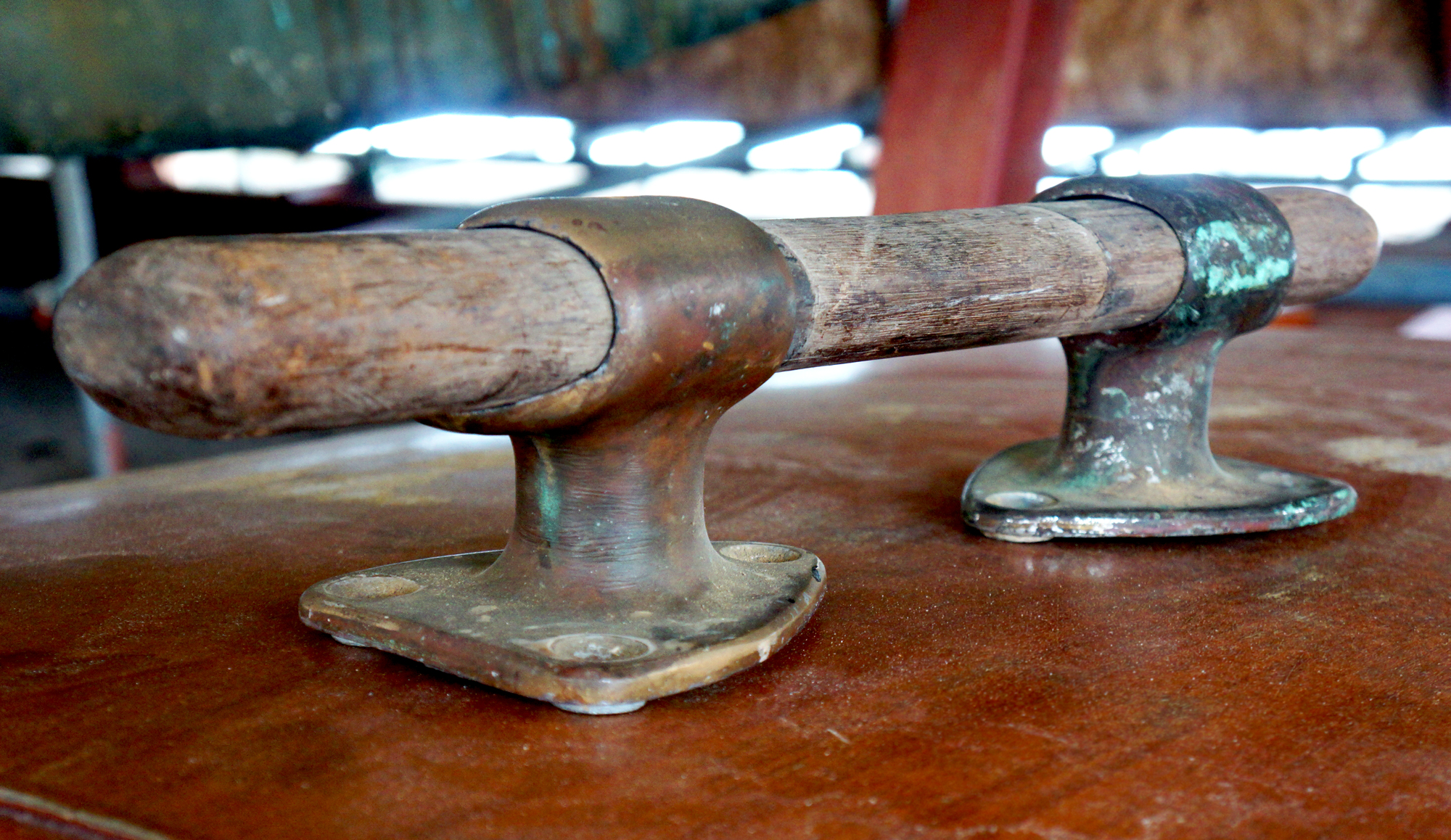
كلب أصلي من HMY Britannia

الكَلب أو الكلبة أو المربط هو أداة تُربط الحبال به.

## الأنواع
تشمل أنواع تصميمات الكلب ما يلي:
- كلب القرن horn: هو التصميم التقليدي ويضم "قرنين" يمتدان بالتوازي مع السطح أو محور الصاري متصلان بسطح مستوٍ أو صاري ويشبهان السندان .
- كلب الحدبة cam:تقوم في حدبة محملة بنابض أو اثنتان بقرص الحبل ما يسمح بضبط الحبل بسهولة وإطلاقه بسرعة عند وجود حمل.
- كلب زالق jam: يكون فيه الخط مقروصًا في فتحة على شكل حرف V.
- كلب القمط clam: حيث يُمسك الحبل بين قطعتين ثابتتين مخددتين. يشبه هذا الكب بشكل غامض نصفين من صدفة البطلينوس مثبتة في الخلف. إنه أكثر إحكاما من كلب الحدبة ولكن من السهل تحرير الحبل تحت الحمل.

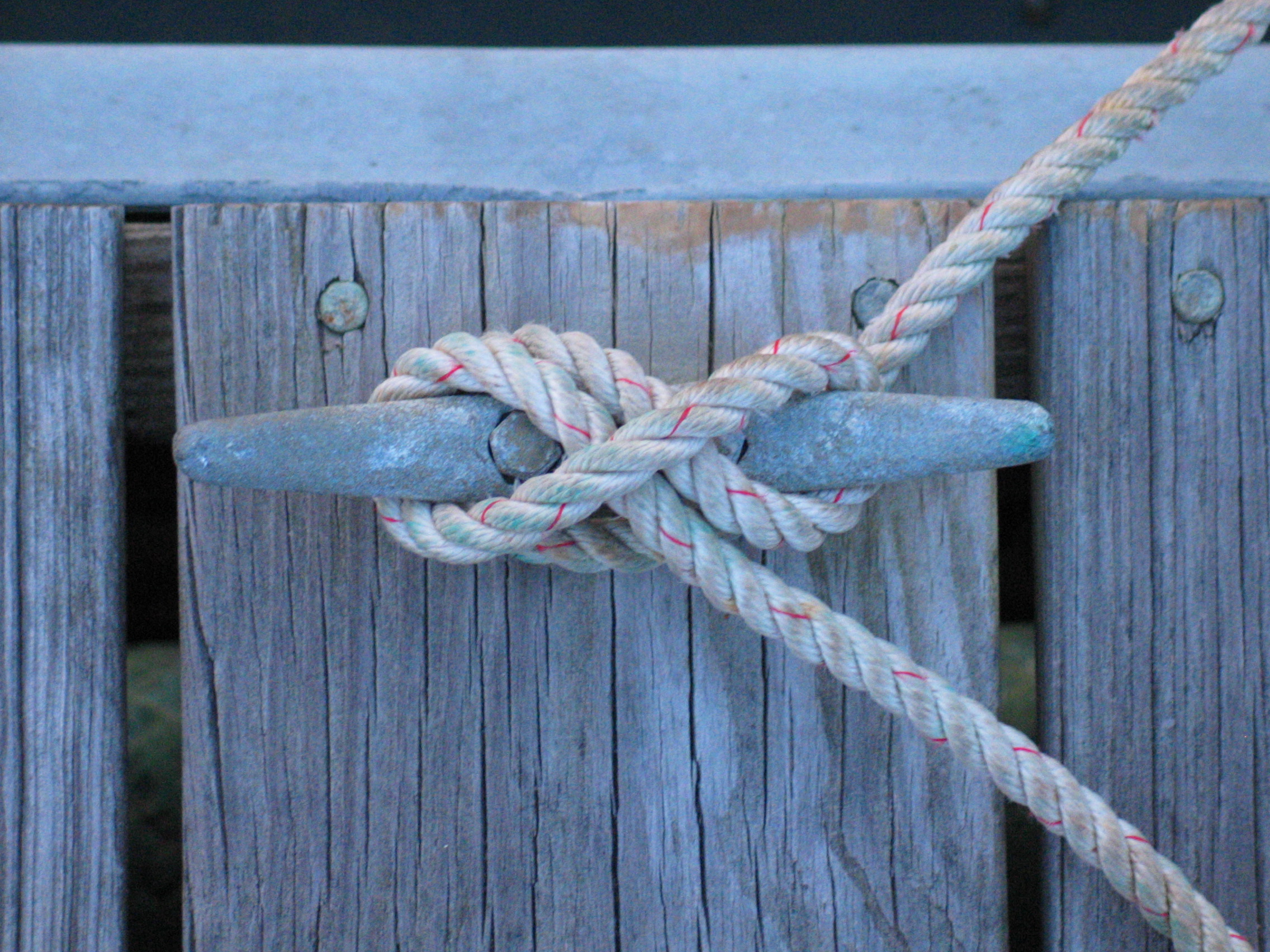
حبل مربوط بكلب قرني[2] على سطح السفينة. يأتي الحبل من قارب من أعلى الصورة يلف حول القرن الأيمن فالأيسر، فعبر الكلب من أعلى اليسار إلى أسفل اليمين فحول القرن الأيمن فحول القرن الأيسر. لاحظ أن هذا الخيط مقيد بشكل غير صحيح ؛ يجب أن يمتد الحبل من القارب مبدئيًا إلى أقصى الجانب (الأيسر) من الكلب القرني بدلاً من الجانب (الأيمن) المغلق.
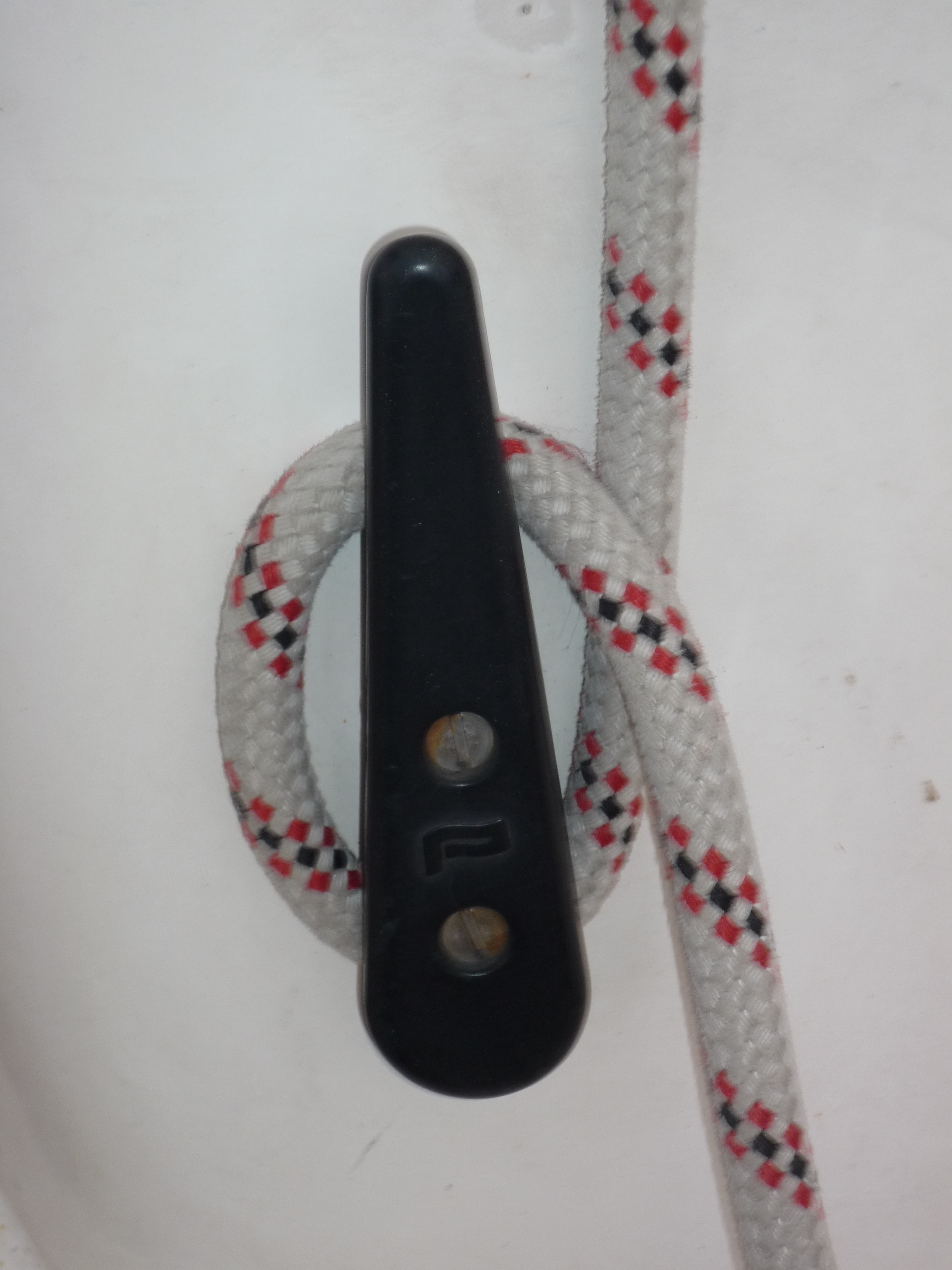
كلب زالق. الحبل حر في الالتفاف حول الجزء الأسفل من الكب (أسفل البراغي). الجزء الأعلب مدبب بحيث تصبح المسافة بين الكلب والقارب أصغر بالقرب من البراغي ما يتسبب في انحشار الحبل في الكلب عند سحبه لأسفل.
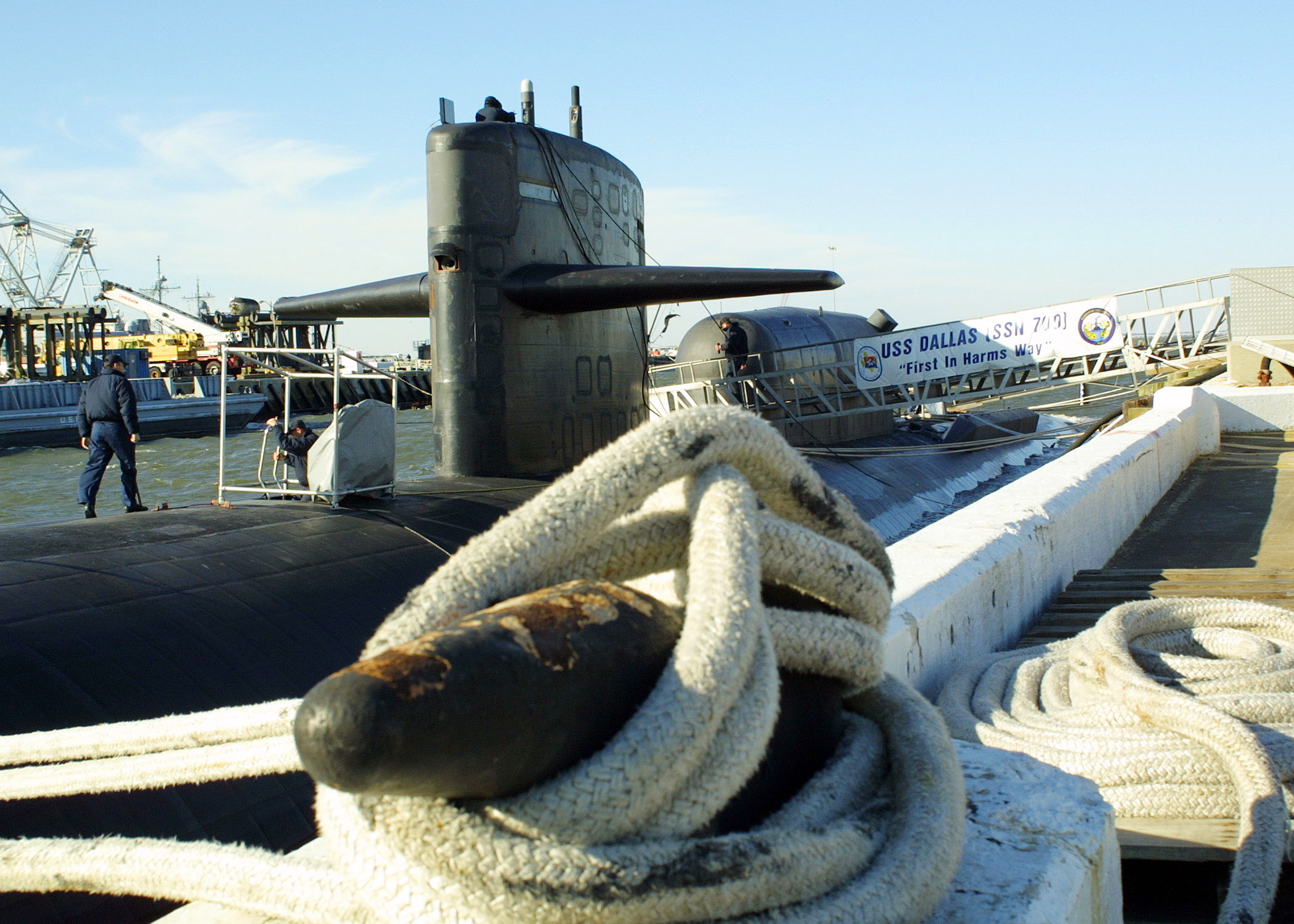
كلب رسو كبير
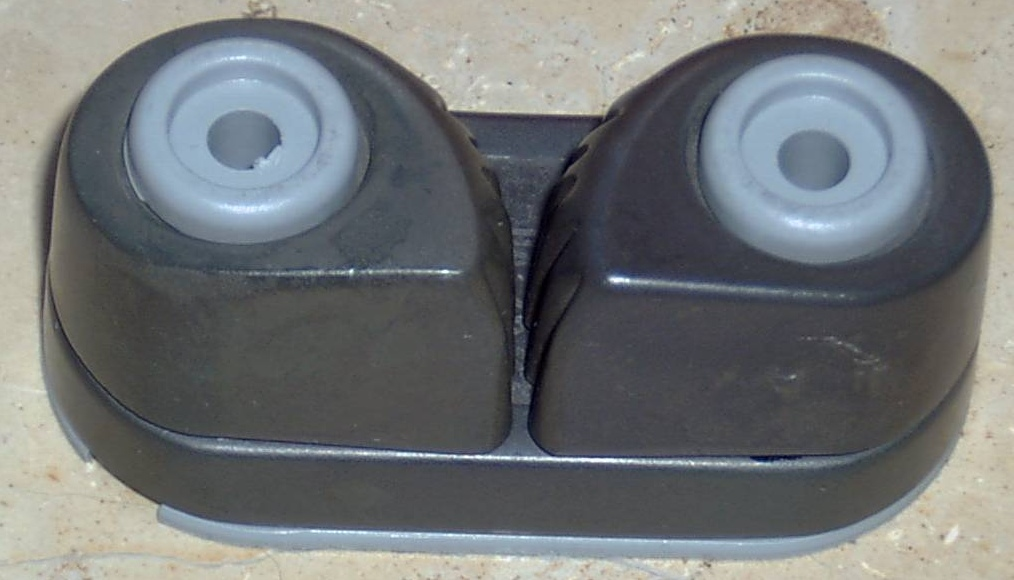
كلب الحدبة: يمر الحبل بين حدبتين تقاومان سحبًا في اتجاه بعيدًا عن الكمرة.